# Stadskanaal
Stadskanaal é um município dos Países Baixos, situado na província de Groninga. Tem 119,94 km² de área e sua população em 2020 foi estimada em 31.581 habitantes.